# Don Clarke

a Compétitions nationales et continentales officielles uniquement.

b Matchs officiels uniquement.
Dernière mise à jour le 1 février 2024.
Donald Barry Clarke (né le 10 novembre 1933 et mort le 29 décembre 2002) est un joueur de rugby à XV néo-zélandais qui est international néo-zélandais à 31 reprises entre 1956 à 1964, portant au total 89 fois le maillot des All Blacks avec les rencontres non considérées comme des test-matchs. Il est surtout connu pour ses qualités de buteurs, à cause de son puissant coup de pied qui lui vaut le surnom de  « The Boot » ou « la Godasse ».
Arrière au gabarit imposant, avec 1,88 m (6′ 2″) pour 110 kg, il est avec Colin Meads, Brian Lochore ou George Nepia, considéré comme l'un des plus grands joueurs à avoir évolué avec les All Blacks.

## Biographie
Clarke est tout d’abord sélectionné pour jouer au rugby avec l’équipe de Waikato à l’âge de 17 ans, en 1951. En 1956, il permet à Waikato de gagner 14-10 contre les Springboks. Par la suite, il est sélectionné pour disputer le troisième test-match des Blacks contre les Springboks. Clarke a eu quatre frères qui ont tous joué avec l’équipe de Waikato. Ils ont joué tous ensemble une seule fois à Te Aroha en 1961.
Avec les Blacks, Don Clarke marque 781 points, un record qui tiendra pendant 24 ans jusqu’à ce que Grant Fox le batte en 1988.
Il a aussi représenté Auckland et les « Northern Districts » au cricket.
Il fait partie du Temple de la renommée World Rugby depuis 2014.
Clarke s’installe en Afrique du Sud dans les années 1970. En 1997, il est sérieusement blessé lors d’un accident de la circulation, étant heurté par un camion de quinze tonnes. Atteint de mélanome, diagnostiqué en mars 2001, il meurt le 29 décembre 2002.

## Palmarès
- Nombre de test-matchs avec les Blacks: 31
  - 207 points (2 essais, 33 transformations, 38 pénalités, 5 drops)
- Nombre total de matchs avec les Blacks: 89
  - 574 points (6 essais, 140 transformations, 120 pénalités, 15 drops)